# Sienna (Stronie Śląskie)

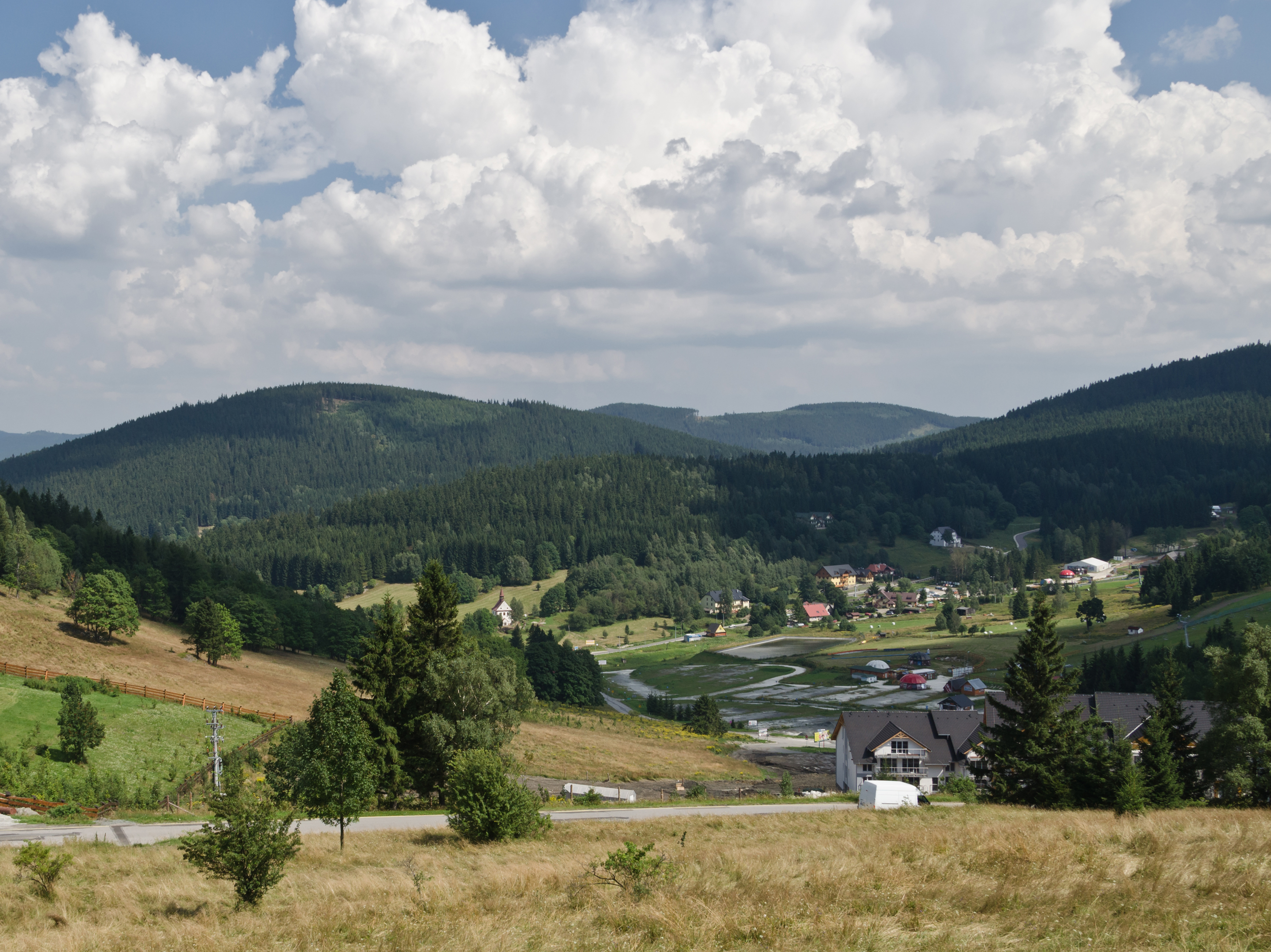
Gesamtansicht (2014)

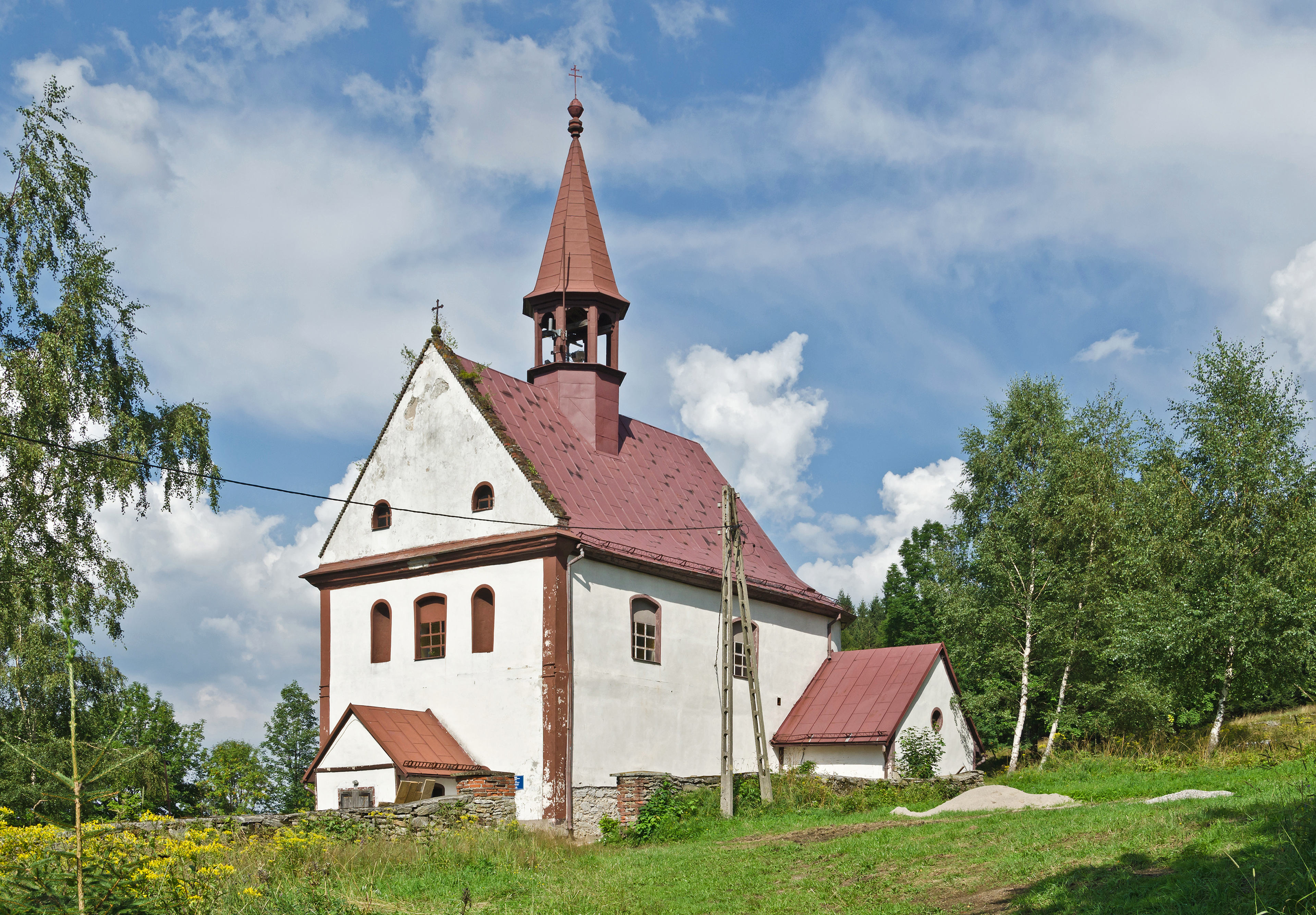
St.-Michaels-Kapelle

Sienna (deutsch: Heudorf) ist ein Ort Stadt- und Landgemeinde Stronie Śląskie im Powiat Kłodzki der Woiwodschaft Niederschlesien in Polen. Es liegt vier Kilometer südwestlich von Stronie Śląskie (Seitenberg).

## Geographie
Sienna liegt im Tal des Heudorfer Wassers (polnisch Sienna Woda) am nördlichen Fuß des Glatzer Schneegebirges an der Droga wojewódzka 392, die von Bystrzyca Kłodzka (Habelschwerdt) über den Puhu-Pass (Puchaczówka) nach Lądek-Zdrój (Bad Landeck) führt. Nachbarorte sind Rogóżka (Wolmsdorf) im Norden, Stronie Śląskie im Nordosten, Stara Morawa (Alt Mohrau) im Osten, Bolesławów (Wilhelmsthal) und Kletno (Klessengrund) im Südosten, Janowa Góra (Johannesberg) im Westen und Marcinków (Martinsberg) im Nordwesten. Südwestlich erhebt sich der 1205 m n.p.m. hohe Schwarze Berg (Czarna Góra).

## Geschichte
Heudorf, das erstmals 1560 erwähnt wurde, war zunächst eine Siedlung für Bergarbeiter. Es gehörte zur Grafschaft Glatz und war im Besitz der Böhmischen Kammer. Diese verkaufte es 1684 zusammen mit anderen Kammerdörfern im Landecker Distrikt dem Glatzer Landeshauptmann Michael Wenzel von Althann, der aus den erworbenen Dorfschaften die Herrschaft Seitenberg bildete.
Nach dem Ersten Schlesischen Krieg 1742 und endgültig mit dem Hubertusburger Frieden 1763 fiel Heudorf zusammen mit der Grafschaft Glatz an Preußen. Nach der Neugliederung Preußens gehörte es seit 1815 zur Provinz Schlesien und war zunächst dem Landkreis Glatz und ab 1818 dem neu geschaffenen Landkreis Habelschwerdt eingegliedert, mit dem es bis 1945 verbunden blieb. Ab 1874 gehörte die Landgemeinde Heudorf zum Amtsbezirk Preußen, der aus den Landgemeinden Altmohrau, Heudorf, Johannesberg, Schreckendorf, Seitenberg und Wolmsdorf sowie den Gutsbezirken Altmohrau, Schreckenberg und Seitenberg gebildet worden war. 1939 wurden 203 Einwohner gezählt.
Als Folge des Zweiten Weltkriegs fiel Heudorf 1945 wie fast ganz Schlesien an Polen und wurde in Sienna umbenannt. Die deutsche Bevölkerung wurde, soweit sie nicht schon vorher geflohen war, vertrieben. Die neu angesiedelten Bewohner waren zum Teil Heimatvertriebene aus Ostpolen, das an die Sowjetunion gefallen war. Viele von ihnen verließen Sienna in den nachfolgenden Jahrzehnten wieder, wodurch zahlreiche Häuser und Gehöfte dem Verfall preisgegeben wurden. In den 1990er Jahren betrug die Einwohnerzahl weniger als 10 % der Einwohner von 1939. Seit 1945 gehörte Sienna zum Powiat Bystrzycki, der 1975, ebenso wie die bis dahin zuständige Woiwodschaft Wrocław (Breslau), aufgelöst wurde. 1975 kam es an die neu gebildete Woiwodschaft Wałbrzych (Waldenburg), die bis 1998 bestand.
In den 1990er Jahren entstand das Skigebiet am Schwarzen Berg mit Seilbahn und Liftanlagen, Parkplätzen, Apartment-Häusern, Restaurants und Hotels.

## Sehenswürdigkeiten
- Die 1690 erbaute Begräbniskapelle aus Holz mit dem Patrozinium Erzengel Michael wurde 1728 als Stiftung des damaligen Grundherrn Michael Friedrich von Althann aus Stein neu errichtet.